# Forsterygion flavonigrum
Forsterygion flavonigrum är en fiskart som beskrevs av Hans W. Fricke och Roberts, 1994. Forsterygion flavonigrum ingår i släktet Forsterygion och familjen Tripterygiidae. Inga underarter finns listade i Catalogue of Life.